# Црква Светих апостола Петра и Павла у Врчину
Храм Светих апостола Петра и Павла се налази у Врчину, у општини Гроцкој 20 km од центра града. Сазидана је око 1830. у доба Милоша Обреновића.

## Историја
Прва црква у Врчину је саграђена у 18. веку, док је друга сазидана код Синђелиних вода, где се могу и данас видети остатци грађавине. Сигурно је саграђена крајем XVIII или почетком XIX века након првог српског устанка. Неки Врчинци су после пораза пребегли у Аустирју. Када су се вратили 1815. године, поново су саградили цркву и у којој су се вршила богослужења до 1829. године, јер је дошло до грађења нове Врчинске цркве. Она је преправљена и дограђена 1834. и 1896. године. Та црква Св. Апос. Петра и Павла је сазидана око 1830. у време Милоша Обреновића. Црква је 1896. украшена и доправљена помоћ свештеника М. Кузмановића и В. Петровића. Марко Богдановић је у Београду 22. јула 1834. обавестио Милоша Обреновића да су Врчинци са Лештанског мајдана узели око 140 кола камена, што је и одобрио Милош. Касније је Милутин Савић из Гроцке затражио од Милоша још потребних ресурса за изградњу.

## Архитектура
Црква је као једнобојна базлика, засведена полублистачким сводом уз једном полукружном апсидом и полукружним певницама утопљеним у масу зида, и то указује да су са споља једва назначене. Црква је саграђена од врућег малтера и камења, монолитног конструктивног склопа, омалтерисана са обе стране. Црква је због пиластерима и потпорним луцима подељена на три травеје, певаница и простор солеје и олтарски простор. Овај део спада у најстарији део цркве и сачуване су неке карактеристике из доба кнеза Милоша. Хор и припрата су додати накнадно, као што је речено, 1896. године, а звоник 1933. године.

## Живопис и иконостас
Иконостас цркве је рађен 1896. године у виду неокласицизма. Иконе су цртали Олга и Лазар Крџалић, који је иконост учио у Московско-сергејској лаври (1854-1884).
Црква је фреископирана у времену од 1997-1998. године у византијском стилу. Фрескопис су цртали Драган Марунић и ђакон Никола Лубардић.
Црква поседује око 10 литургијских књинга из XVIII века. У њих спадају: Псалтир, штампан у Москви 1760. године; штампан у Бечу 1795; Ирмологија; штампана у Бечу 1791. године у Курцбековој штампарији; Триод, штапман у Москви 1813. године; комплет Минеја, штампан у Москви у првој половини XIX века и једна Пасхалагија, штампана у истом периоду у Београду.